# St. Nicolai (Hamburg-Altengamme)

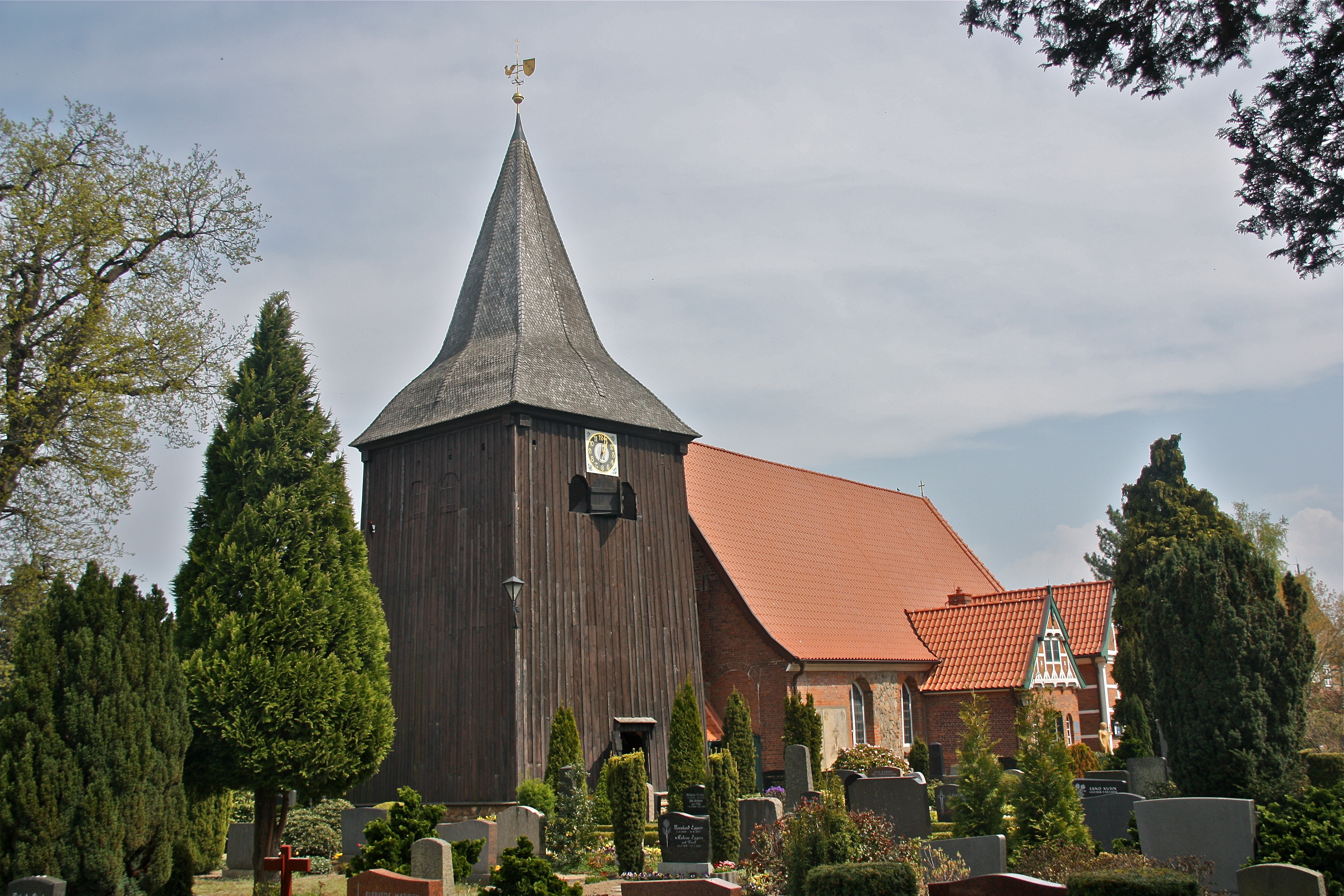
St. Nicolai von Süden

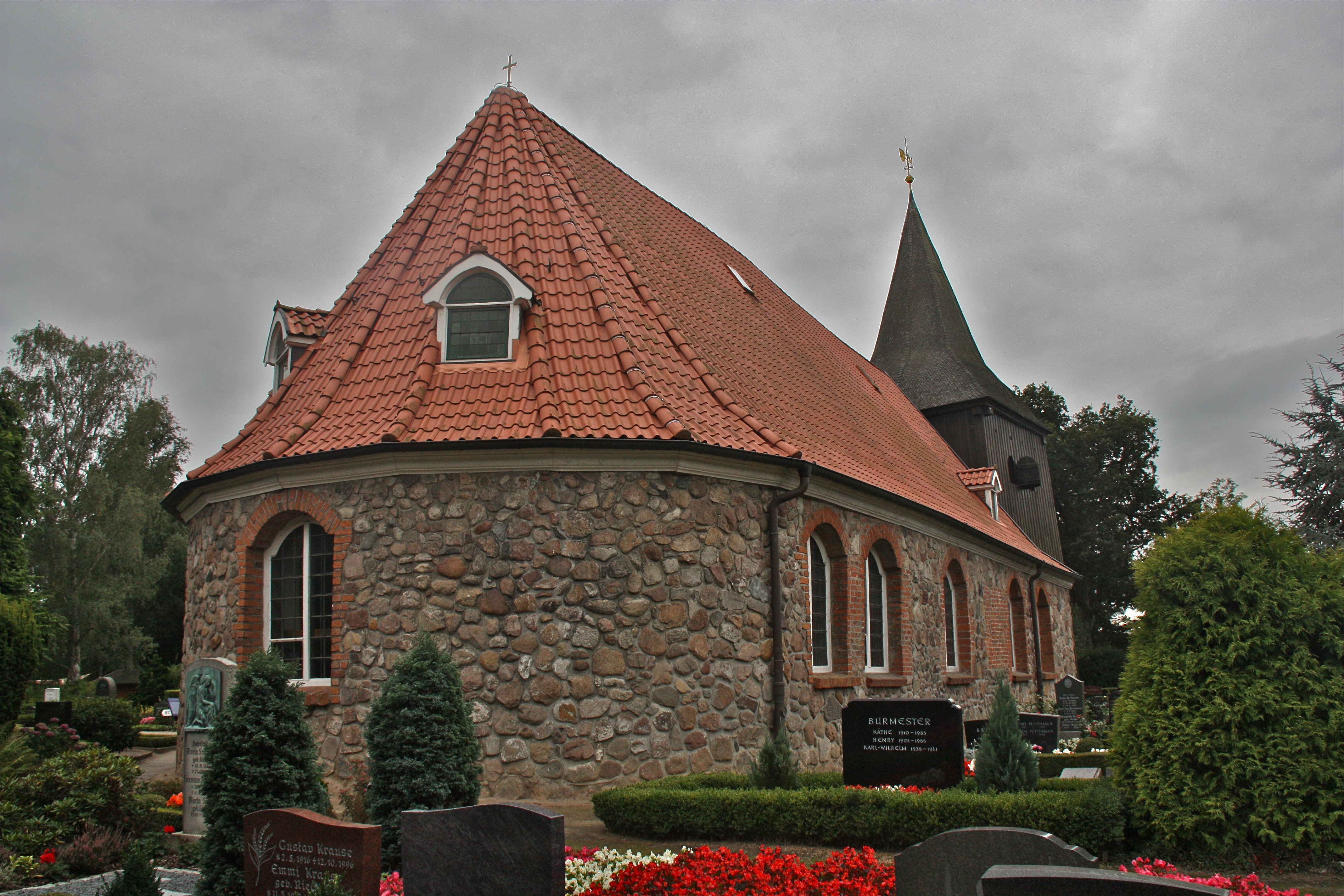
Choransicht

St. Nicolai zu Hamburg-Altengamme gehört zu den acht Hamburger Landkirchen und gilt als älteste der Dorfkirchen im Gebiet der Vier- und Marschlande. Sie ist dem heiligen Nikolaus von Myra, dem Schutzheiligen der Kinder, Fischer, Seefahrer und Händler, geweiht. Seit der Reformation, die in Altengamme um 1535 wirksam wurde, ist sie der Mittelpunkt einer evangelisch-lutherischen Gemeinde.

## Bau der Kirche
Auch wenn die erste urkundliche Erwähnung der Kirche erst 1247 erfolgte, wurden ihre heute noch erhaltenen Fundamente offenbar bereits mehr als 100 Jahre zuvor, während der ersten Besiedlungszeit der Vierlande in der ersten Hälfte des 12. Jahrhunderts, gelegt. Auf ihnen ruhte ein Wehrbau aus Feldsteinmauern, der zwischen Altarraum und dem heutigen Frauenbrauthaus noch erkennbar ist. Um 1605 wurde zusätzlich der hölzerne Turm neben der Kirche errichtet; damals hatte er, wie in der Gegend üblich, noch keine direkte Verbindung zum Haupthaus.
Nachdem die Kirche 1747 bei einem Unwetter eingestürzt war, wurde sie von 1748 bis 1752 wieder aufgebaut. Dieser neue Aufbau bestimmt bis heute das Erscheinungsbild der Kirche als Saalkirche mit halbrundem Chor. Der östliche Vorbau entstand 1837, der westliche Vorbau im Rahmen einer sehr umfangreichen Instandsetzung der Jahre 1907 und 1908 durch Julius Faulwasser mit Beratung durch Justus Brinckmann. Die letzten wichtigen Instandsetzungsarbeiten geschahen 1950 bis 1954 und beseitigten Schäden durch Feuchtigkeit in Mauerwerk und Fundament.

## Ausstattung

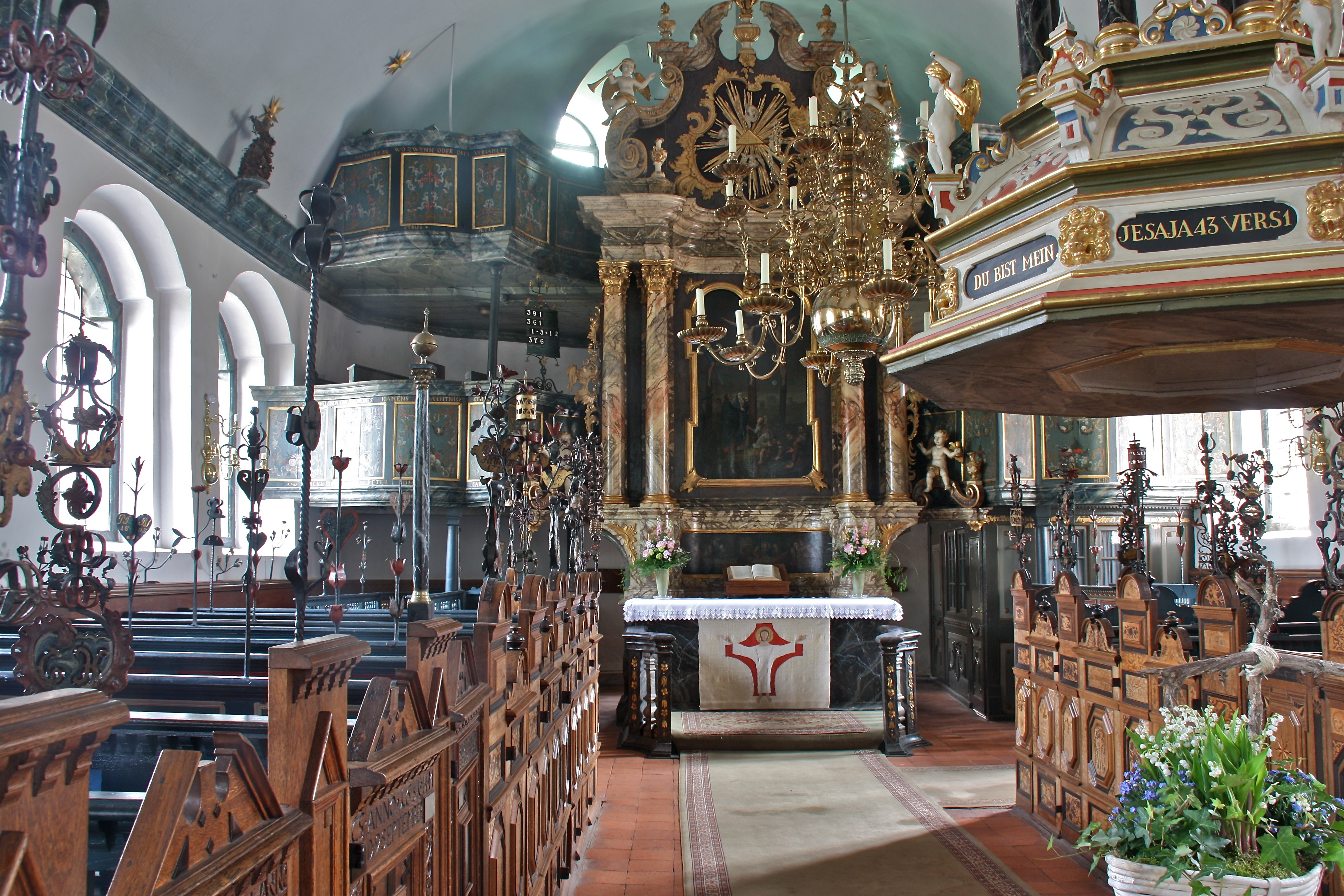
Blick zum Altar

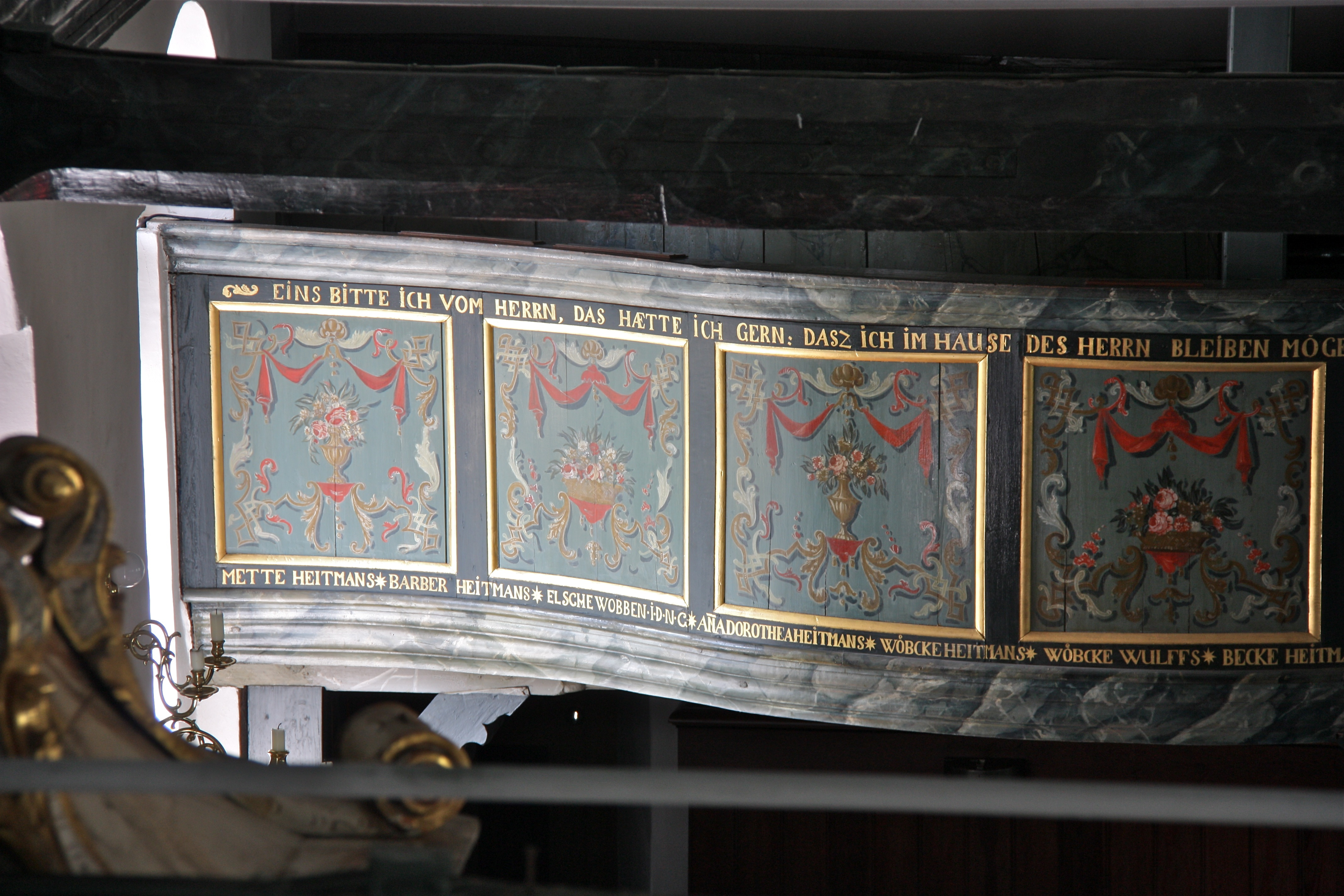
Malerei auf der Westempore

Der höhere der beiden Anbauten wird als Männerbrauthaus bezeichnet, es ist innen mit einer Bauernmalerei verziert. Der kleinere Anbau ist innen schmucklos und wird als Frauenbrauthaus bezeichnet. Diese beiden Anbauten bilden die Haupteingänge in die Kirche.
Aus dem späten 16. Jahrhundert stammt die heutige barocke Einrichtung des Hauptraumes der Kirche, für die sie in der Umgebung weit bekannt ist. Die beiden Emporen links und rechts des Altars und die sogenannte „Frauenempore“ unter der Orgel füllen und ergänzen den Raum, sind aber auch ungewöhnlich an den Querseiten des Raumes angeordnet. Die hölzerne Tonnendecke ist blau gestrichen und mit unregelmäßig angeordneten goldenen Sternen verziert. Der hohe Altar wird von zwei Gemälden mit österlichen Szenen, der Kreuzigung und dem letzten Abendmahl, beherrscht.
Besonderes Augenmerk verdienen der noch genutzte bronzene Taufkessel (in Norddeutschland auch Fünte genannt, plattdeutsch Döpe oder Dööp) von 1380 mit seinem absenkbaren Taufdeckel von ungefähr 1610, der ursprünglich am Niederrhein entstanden ist. Er wurde 1924 von Ernst Kahlbrand um einen Deckel und eine Taufkanne aus Messing ergänzt. Sehr auffällig und außerhalb der Vierlande unüblich sind die 55 reich verzierten und individuell angefertigten Hutständer, die an den Männerbänken montiert sind und aus dem Zeitraum von 1708 bis 1800 stammen. Das Gestühl weist viele Intarsienarbeiten auf, die von ortsansässigen Handwerkern angefertigt wurden. Die vier Kronleuchter des Innenraumes wurden 1640 und 1719 gefertigt.
Neben dem Altar befindet sich ein gut erhaltener Beichtstuhl aus dem Jahre 1784. Der Beichtstuhl wird heute als Sakristei verwendet.
Auch heute wird die Kirche von der Gemeinde weiter geschmückt: so sind die gestickten Sitzkissen auf den Kirchenbänken Handarbeiten, die 1975 von den Frauen der Gemeinde geschaffen wurden, und eine große Schmuckbibel, von der Gemeinde gemeinsam geschaffen, gehört seit dem Jahr 2000 zur Kirchenausstattung.

## Glocken

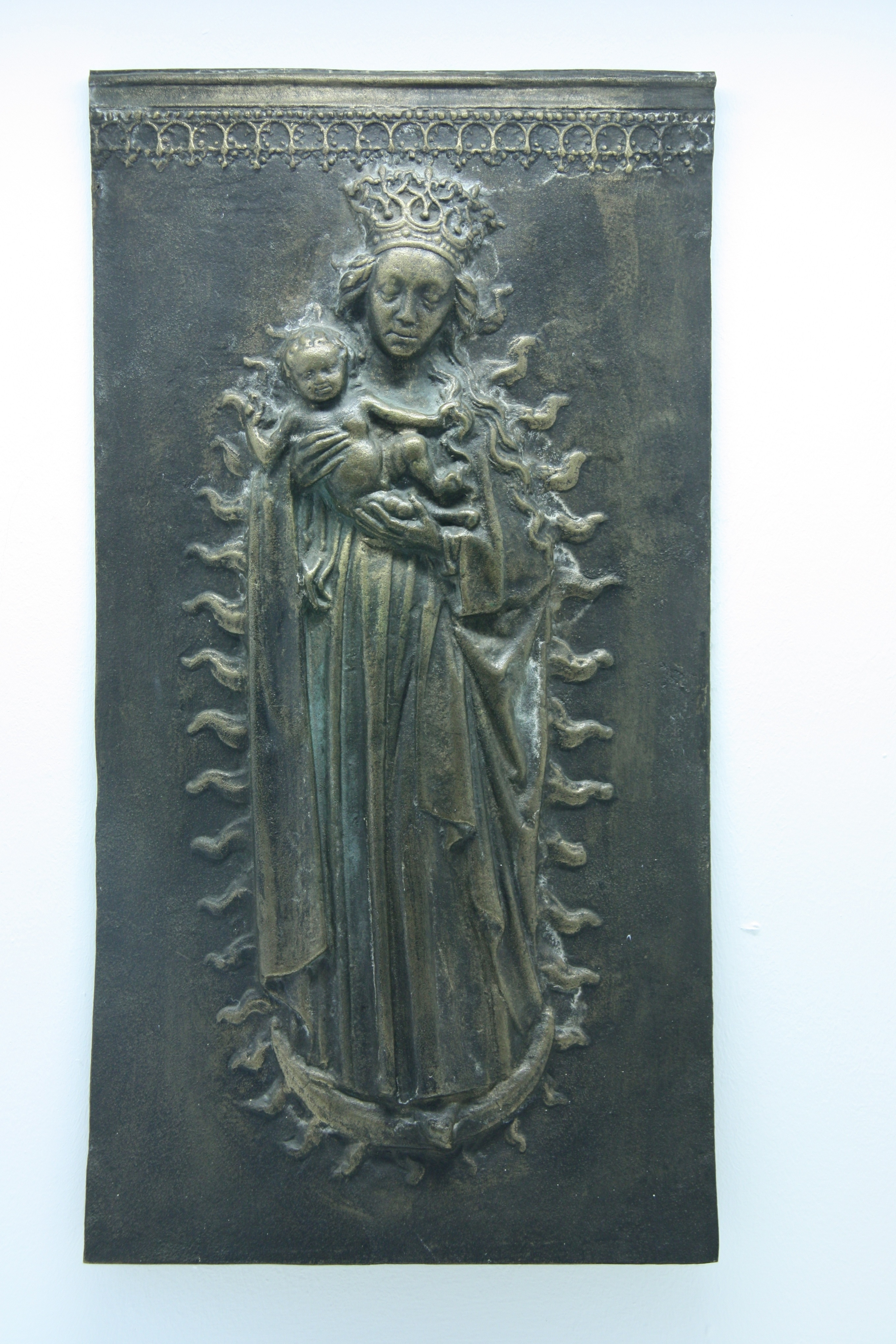
Abguss der Mariendarstellung auf der Glocke Celsa

Das Geläut der Kirche besteht aus drei Glocken mit der ungefähren Schlagtonfolge d'-f'-a'. Die 1,40 m hohe und 36 Zentner schwere größte Glocke wird gemäß ihrer Inschrift „Celsa“ genannt. Sie war ursprünglich die viertgrößte Glocke des Hamburger Mariendoms und wurde dort auch als „Vier-Uhr-Glocke“ bezeichnet. Sie ist die einzige bis heute erhaltene Glocke des Geläuts des Mariendoms und wurde 1487 mit mindestens einer weiteren, größeren Domglocke von Gerhard van Wou am Hamburger Glockengießerwall gegossen. Im Rahmen des Domabbruchs 1804 verkaufte man sie zusammen mit anderem Material und so gelangte sie nach Altengamme. Die mittlere Altengammer Glocke wurde 1691 von Otto Struve gegossen, die kleine 1822 von Johann Diederich Bieber.

## Orgel
Nach dem Wiederaufbau erhielt die Kirche in den Jahren 1750 bis 1752 eine von Johann Dietrich Busch gebaute Barockorgel. Das heutige, 1963 von der Firma Emanuel Kemper & Sohn gebaute Werk befindet sich immer noch hinter dem Prospekt aus dem 18. Jahrhundert. Die Orgel wurde 1999 vollständig restauriert.
Ihre Disposition  lautet:
| I Hauptwerk C– |             |     |
| 1.             | Quintade    | 16′ |
| 2.             | Prinzipal   | 8′  |
| 3.             | Rohrflöte   | 8′  |
| 4.             | Prinzipal   | 4′  |
| 5.             | Oktave      | 2′  |
| 6.             | Mixtur IV–V |     |
| 7.             | Trompete    | 8′  |

| II Oberwerk C– |                 |    |
| 8.             | Gedackt         | 8′ |
| 9.             | Rohrflöte       | 4′ |
| 10.            | Gemshorn        | 2′ |
| 11.            | Sesquialtera II |    |
| 12.            | Scharff III     |    |
| 13.            | Krummhorn       | 8′ |
|                | Tremulant       |    |

| Pedal C– |           |     |
| 14.      | Subbass   | 16′ |
| 15.      | Prinzipal | 8′  |
| 16.      | Nachthorn | 2′  |
| 17.      | Mixtur IV |     |
| 18.      | Posaune   | 16′ |
| 19.      | Trompete  | 4′  |

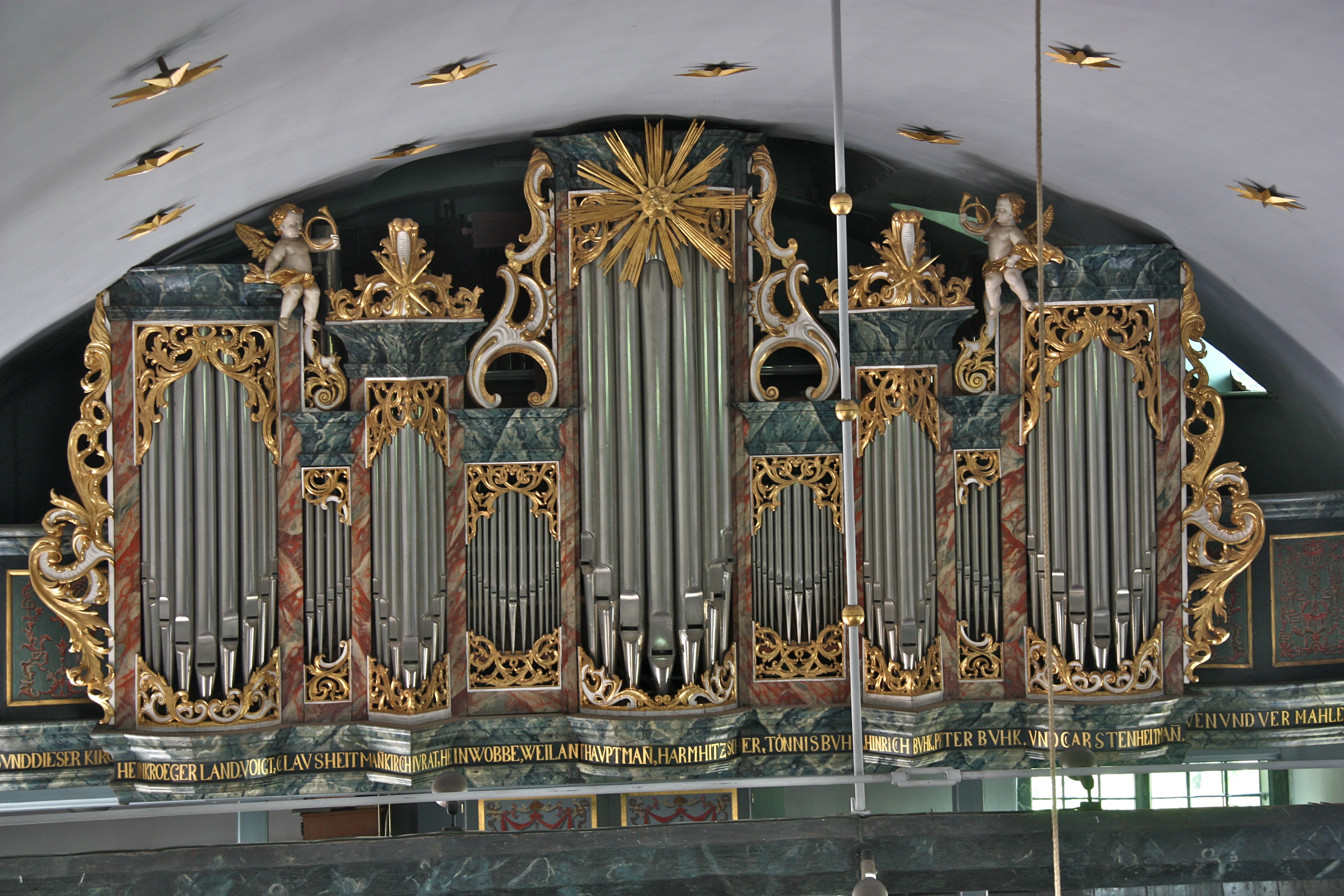
Orgelprospekt mit Schleierwerk

- Koppeln: 3 Normalkoppeln (II/I, I/P, II/P)

## Friedhof
Die ersten Beisetzungen auf dem heute noch genutzten Friedhof fanden vermutlich bereits im 14. Jahrhundert statt. Seine älteren Grabfelder umgeben die Kirche, die neueren dehnen sich jenseits der kleinen Altengammer Wettern hauptsächlich nach Norden aus. Die ältesten noch vorhandenen Stücke sind zwei an der Kirchenwand stehende Gruftplatten aus dem 17. Jahrhundert. In zwei Gedenkanlagen wird an die Gefallenen der beiden Weltkriege und der Kriege von 1866 und 1870/71 erinnert.

## Fotografien und Karte
Koordinaten: 53° 25′ 46″ N, 10° 16′ 11″ O

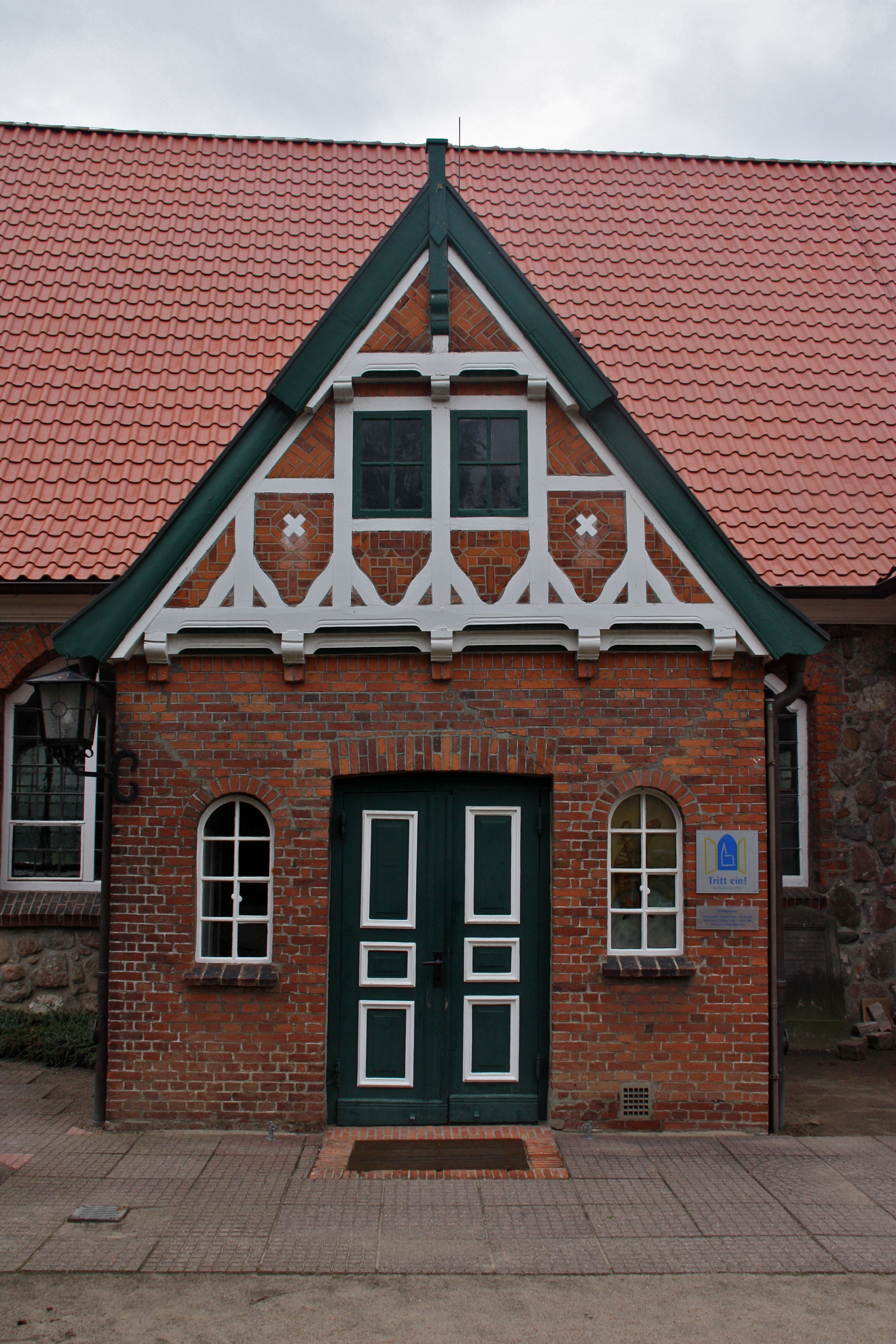
Westliches Brauthaus
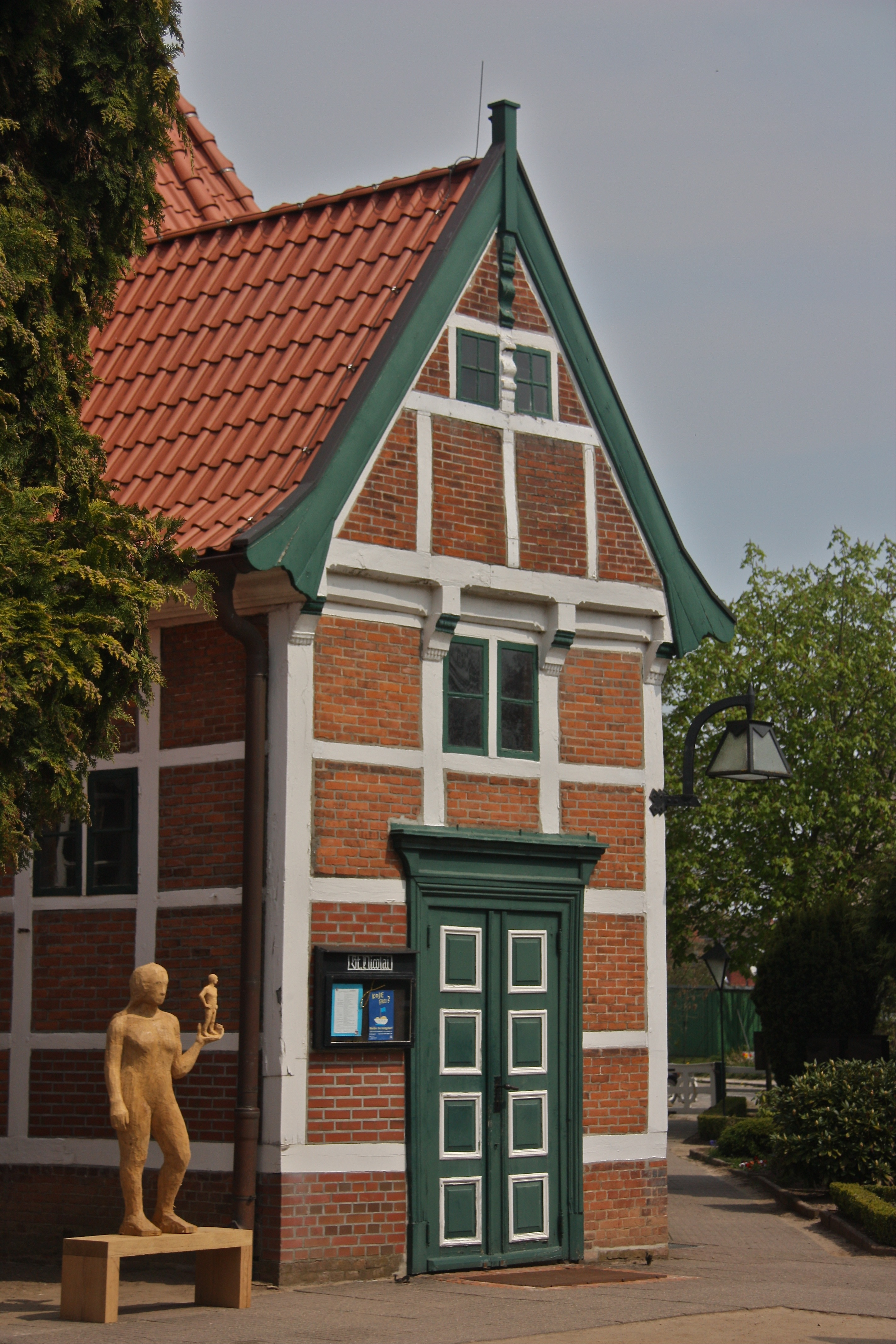
Östliches Brauthaus
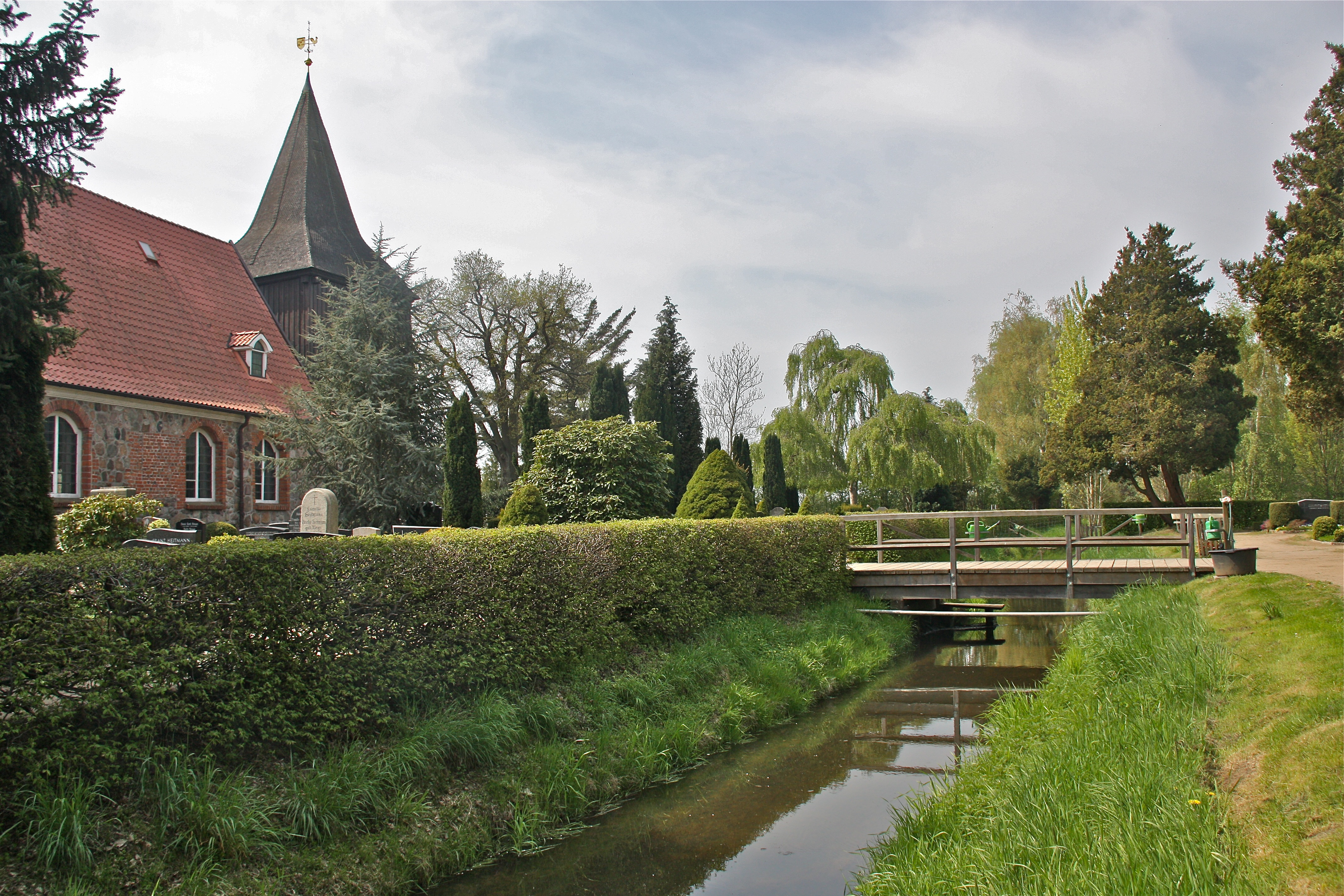
Wettern zwischen den beiden Friedhofsteilen
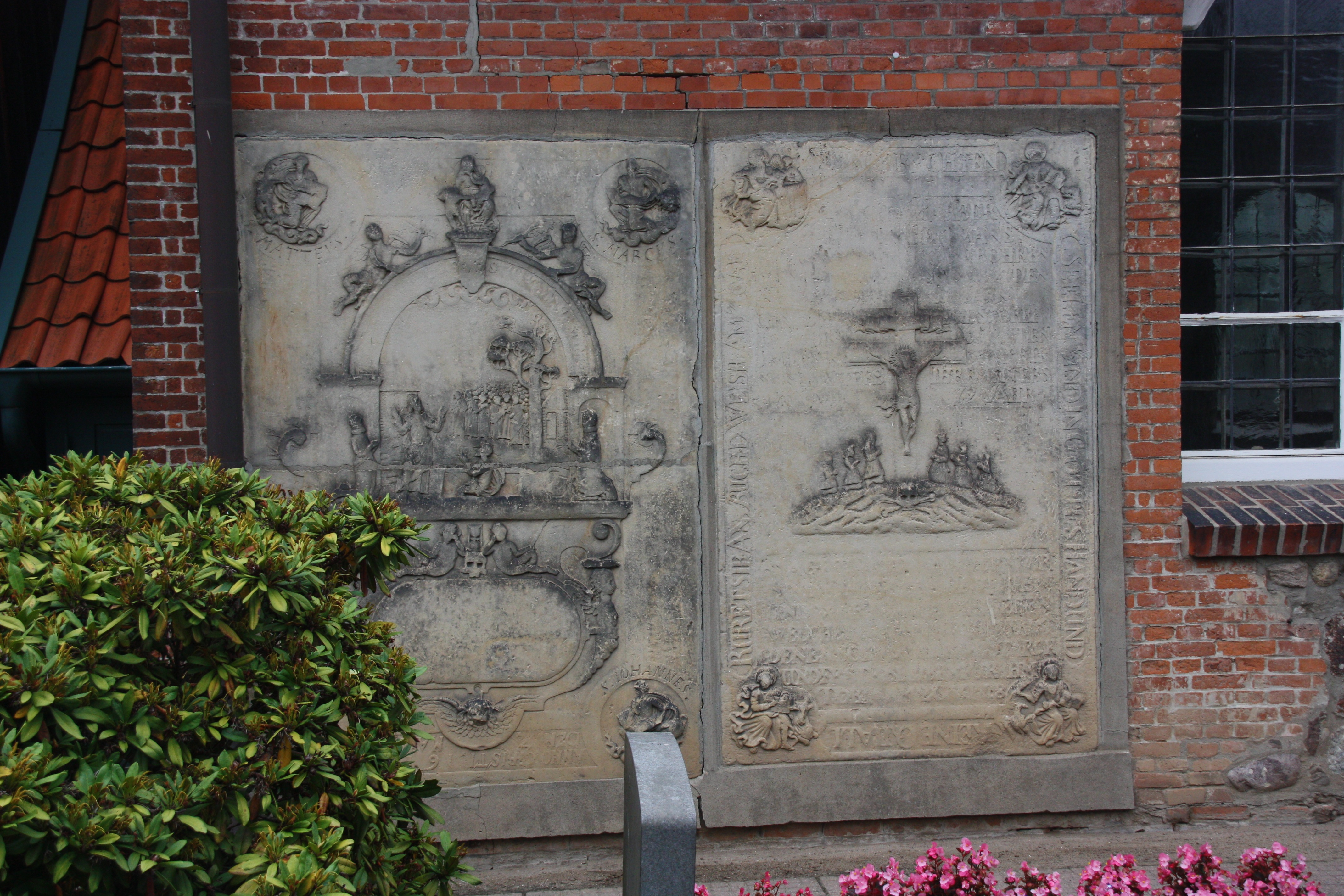
Die ältesten Grabplatten des Friedhofes
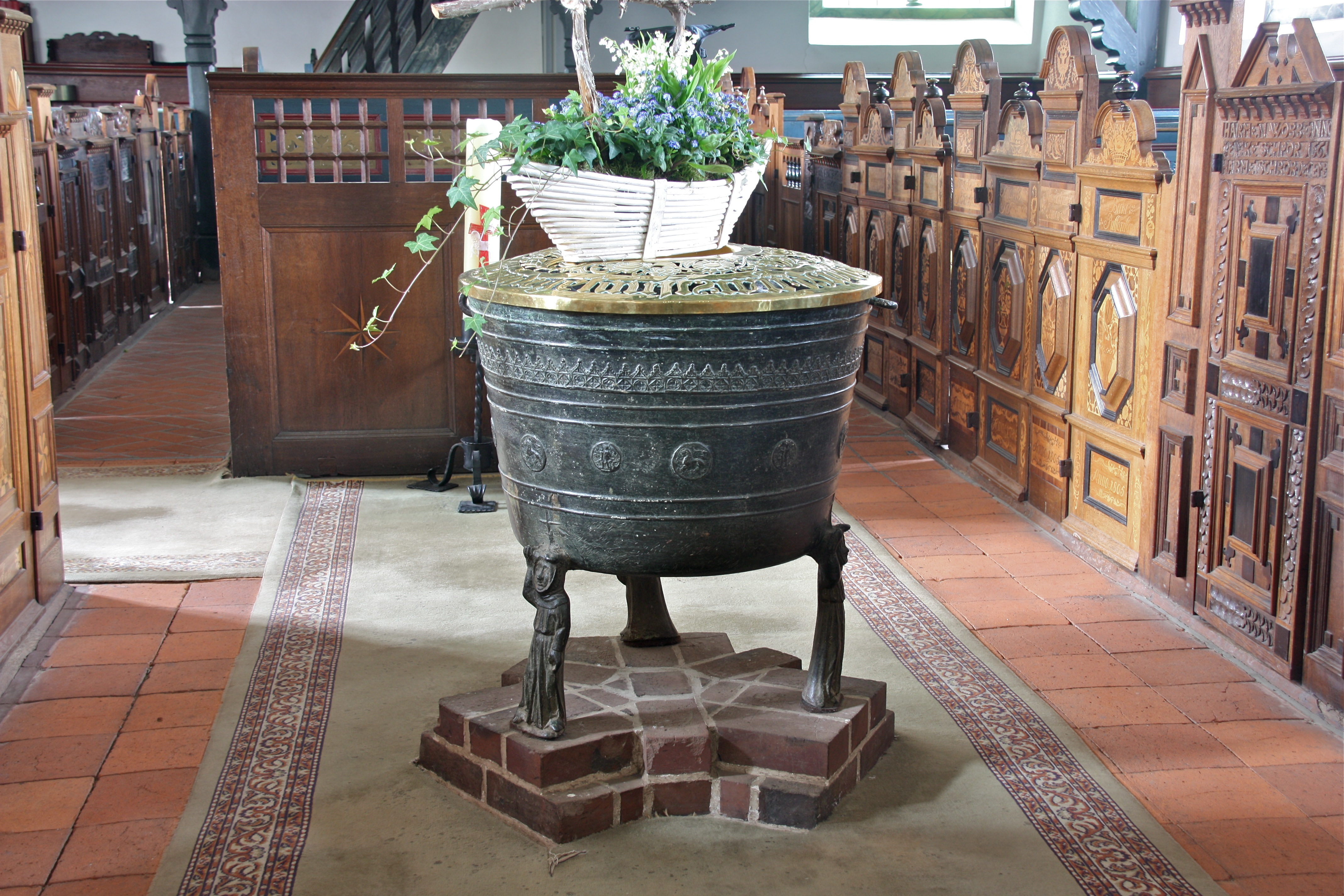
Bronzene Tauffünte
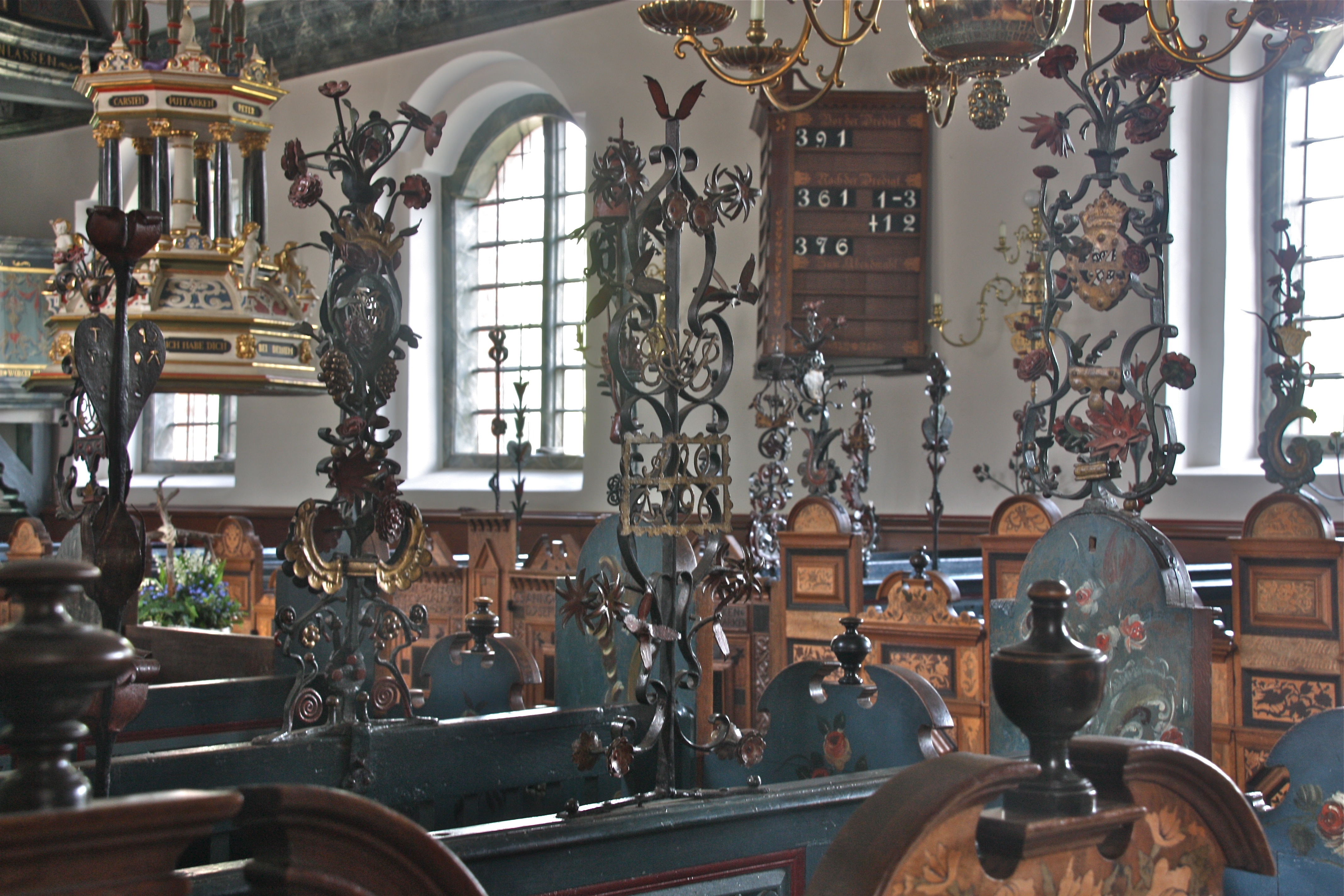
Hutständer im Hintergrund der Deckel der Taufe